# USS Dewey (DD-349)
DD-349 Dewey (Корабль Соединённых Штатов Дьюи) — американский эсминец типа Farragut. Назван в честь адмирала Джорджа Дьюи. Участвовал во многих сражениях Тихоокеанского театра Второй мировой войны. 

## История

### Строительство и довоенная служба
Заложен на верфи Bath Iron Works (Бат, штат Мэн) 16 декабря 1932 года. Заводской номер: 154. Спущен 28 июля 1934 года, вступил в строй 4 октября 1934 года. После двух тренировочных походов в залив Гуантанамо, Куба, и в Порт-о-Пренс, Гаити, 1 апреля 1935 года «Дьюи» отплыл из Норфолка, штат Виргиния, в Сан-Диего, штат Калифорния, и прибыл туда 14 апреля. Вплоть до 1941 года, «Дьюи» действовал из этого порта, участвуя в операциях местного значения и военно-морских учениях от Аляски на севере до Кальяо, Перу, на юге, также совершив 3 похода в район Гавайских островов.

### Послевоенная судьба
Выведен в резерв 19 октября 1945 года. Из ВМС США исключён 1 ноября 1945 года.
Продан 20 декабря 1946 года фирме «George H. Nutman» в Бруклин и разобран на слом. 